# Epilobium pengii
Epilobium pengii är en dunörtsväxtart som beskrevs av C.J. Chen, P.C. Hoch och P.H. Raven. Epilobium pengii ingår i släktet dunörter, och familjen dunörtsväxter. Inga underarter finns listade i Catalogue of Life.